# Coffee Talk Episode 2: Hibiscus & Butterfly
Coffee Talk Episode 2: Hibiscus & Butterfly è una visual novel del 2023 sviluppato e pubblicato dallo studio indonesiano Toge Productions. È stato pubblicato il 20 aprile 2023 per Windows, Nintendo Switch, PlayStation 4, PlayStation 5, Xbox One e Xbox Series X e Series S. Seguito di Coffee Talk, è uscito poco dopo la morte del creatore principale della serie, Mohammad Fahmi. Inizialmente Toge Productions aveva concepito il gioco come contenuto scaricabile per Coffee Talk, ma gli sviluppatori hanno deciso di pubblicarlo come gioco a causa di una significativa espansione della storia e del gameplay.

## Modalità di gioco
In quanto continuazione del primo episodio di Coffee Talk, entrambi i giochi pixel art sono visual novel, consistenti nella lettura di dialoghi. Il giocatore interpreta il ruolo di un barista in una caffetteria, servendo caffè e altre bevande calde ai clienti. Entrambi i giochi sono caratterizzati da musica lo-fi, ambientati in una piovosa Seattle notturna, dove il barista incontrerà una varietà di clienti appartenenti a razze fantastiche, tra cui orchi, fate, lupi mannari e vampiri. È inoltre possibile realizzare decorazioni artistiche sui cappuccini tramite la tecnica del latte art, a fini estetici.

## Sviluppo
Il gioco è stato sviluppato e pubblicato da Toge Productions. In seguito alle numerose richieste da parte dei giocatori per ulteriori storie dedicate ai personaggi di Coffee Talk, Toge Productions aveva inizialmente pianificato un contenuto scaricabile (DLC) per Coffee Talk. Gli sviluppatori avevano pianificato che lo sviluppo del DLC sarebbe durato al massimo tra i due e i sei mesi, ma lo sviluppo del gioco è continuato per circa un anno, continuando ad aggiungere meccaniche di gioco e a rivedere la storia. Lo studio ha infine deciso di pubblicare il gioco come sequel piuttosto che come DLC, poiché sarebbe stato più sostenibile economicamente.
Il sequel di Coffee Talk è stato annunciato il 31 agosto 2021. È stato pubblicato come demo il 17 gennaio 2022, poco prima della morte di Mohammad Fahmi, il principale creatore del primo episodio di Coffee Talk, nel marzo 2022. Il gioco è stato pubblicato il 20 aprile 2023 per Windows, Nintendo Switch, PlayStation 4, Xbox One e Xbox Series X e Series S.

## Accoglienza
Coffee Talk Episodio 2: Hibiscus & Butterfly ha ricevuto recensioni per lo più favorevoli su Metacritic.
Izzatul Razali per IGN Southeast Asia afferma che il gioco "offre una splendida rappresentazione visiva del concetto di 'sonder' attraverso incontri con sconosciuti in un luogo pubblico"  mentre Digitally Downloaded ha osservato che il gioco è "basato sul realismo nonostante il suo mondo fantasy". Mikhail Madnani di TouchArcade ha ritenuto che il gioco fosse "perfettamente in linea con i miei gusti", assegnandogli un punteggio di 4,5 su 5 nella versione per Nintendo Switch.